# わが名はXくん
『わが名はXくん』（わがなはエクスくん）は、藤子不二雄の安孫子素雄（のちの藤子不二雄Ⓐ）による日本の漫画作品。さえない少年Xくんが、宇宙人からもらったマスクで悪者たちをやっつける痛快ギャグ漫画。1957年から1959年にかけて、講談社の学年別雑誌等で発表された。本作は1966年に発表された『パーマン』（藤本メインの合作、1983年からは藤本単独作）の原型といわれている。
本ページでは、本作のリメイク作『マスクのXくん』（1965年から毎日小学生新聞で連載）についても述べる。
2018年に発売された単行本（KCデラックス）と電子書籍にて、本作の全話を読むことができる。

## 概要
以下、特記がない限り『たのしい四年生』〜『たのしい六年生』連載版（1959年10月号〜1962年3月号）に準じて述べる（#幼年クラブ版は後述）。
スポーツも勉強もまるでダメな少年・Xくんは、宇宙人からもらった「ちえと力のマスク」で赤マスクに変身し、いじめっ子や悪人をやっつける大活躍をみせる。その他、鳥型ロボット・QPとの友情、忍者との対決、無人島での冒険、野球の特訓に励んで成長していく姿などの様々な場面が描かれた作品。
漫画評論家の米沢嘉博は本作を「いじめられっ子の弱虫の少年がマスクを付けるとスーパーマンになるという設定は、学年誌的なヒーロー生活マンガ」「『魔太郎がくる!!』に連なるⒶ的な物語世界」「『パーマン』とも通底するストーリー」と著書で述べている。
ヒーロー稼業に勤しむ小学生を主人公とした『パーマン』とは異なり、本作はXくん自身の日常生活（ときには冒険）が中心に描かれ、赤マスクはピンチの際の切り札として登場することが多い。

## リメイクと『パーマン』への発展
本作の「少年が宇宙人からマスクをもらう場面」は、1957年に『幼年クラブ』で描かれたのを皮切りに、1959年（『たのしい四年生』版）、1965年（『マスクのXくん』）、1966年に2本、1967年に2本（1966年以降の4本は4種の『パーマン』第1話）と、その後の約10年間に繰り返し描かれている。
米沢嘉博は『パーマン』の設定について、「安孫子の長期連載『わが名はXくん』と、そのリメイク連載『マスクのXくん』の設定をさらに発展させたものだったことはまちがいない」と著書で述べ、マスクをもらう場面の類似点と相違点についても論じている。
1966年からの漫画『パーマン』は藤本メインの合作だが、スーパーマン（『わが名はXくん』では宇宙人に相当するキャラクター）は基本的に安孫子が作画を担当している。また、1964年〜1965年に連載された『めがねのつるお』（安孫子単独作）では、主人公の少年が宇宙人からめがねをもらって活躍する。

## 登場人物
Xくん（江野木楠雄）
主人公。スポーツも勉強も苦手だが、怪我をしている鳥を助ける心やさしき少年。宇宙人からもらったマスクを身に着け赤マスクとして活躍する。
QP（キューピー）
ピース星からやってきたロボット鳥。人間の言葉を話し、Xくんを脚につかまらせたまま空を飛ぶことができる。Xくんの家でともに暮らし、Xくんとの友情を育む。QPは、のちの『オバケのQ太郎』（合作）、『ドラえもん』（藤本単独作）、『パラソルへんべえ』（藤子Ⓐ作品）までつながる「少年の家に居候して友情を育む異形キャラクター」の原型ともいわれている。
ジスタくん（戸乱ジスタ）
Xくんの親友。体は小さいが、その分だけ人より2倍はりきることを信条とした元気な少年。
がまちゃん（がま口ひろお）
Xくんと同じクラスのいじめっ子。赤マスクとの対決に敗れてからは改心し、三人組としてXくんたちと行動を共にする。
ぼんぼんくん（浪花崑太郎）
Xくんのクラスに転校してきた眼鏡をかけたおとなしい少年。教育熱心な母親に、勉強やたくさんの習い事を強制され苦労している。
同じように勉強を強制されて苦労する少年の姿は、本作の3年後の1964年に『オバケのQ太郎』「バッチリあそぼうよ」でも描かれている（少年は安孫子が作画しており、容姿もぼんぼんくんとほぼ同じである）。
宇宙人
ピース星からの使いとして地球やってきた、マスクとマント姿の人物。試験に合格したXくんに「ちえと力のマスク」を渡す。
ライオン先生（ししばな先生）
Xくんたちのクラスの担任の先生。豪傑。
おとうさん
Xくんの様子を心配してハイキングに行くことを提案する。
おかあさん
大切な赤マスクを隠しておいた「野球ずかん」を、くずやに売ってしまう。
おにいさん
Xくんと一緒にギャングの人質になる。三人組の男を見て卒倒する気の弱さと、不味いコーヒーを平気で出す大胆さをあわせ持っている。
黒マスク
黒いマスクとカウボーイハットを身に着けていたずらをしてまわる謎の少年。
桜木さん
Xくんのクラスの女の子。夜道で悪人に囲まれたところを赤マスクに助けられる。
大鳥王子
Xくんとそっくりな少年。大邸宅に住んでおり、学校に行ったことがない。
ヒーンシク
柔道を嗜む外国人の少年。がまちゃんの通う道場に現れ、赤マスクと対戦することになる。

## 各編の概要
変身編
家族とハイキングに行ったXくんが、山中でQPと宇宙人に会い「ちえと力のマスク」をもらう。
がま口編
赤マスクに変身したXくんは、いじめっ子のがま口と対決して勝利する。
地上げ編
Xくんたち三人組は、がま口の父親の土地を狙う悪人たちの本拠で、証拠を掴むために奮闘する。
野球編
XくんはQPから野球の特訓を受け、試合に挑む。
忍者編
「からくりやしき」に呼び出された赤マスク。Xくんたち三人組は忍者屋敷を探検したり、忍者同士の対決に巻き込まれたりする。
たから島編
夏休みにがまちゃんの田舎にやってきた三人組は、船が遭難し、無人島に流れ着く。サバイバル生活を送った後、元日本兵と共に海賊たちと戦うことになる。
島に取り残された日本兵は、この4年後の1964年に描かれた『オバケのQ太郎』「戦争はおわったのに」にも登場する。
黒マスク編
いたずらの限りをつくす謎の少年・黒マスクが登場。罪をなすりつけられたXくんたちは、その正体を探るために奮闘する。
おもちゃ会社編
ぼんぼんくんのお父さんの会社へやってきたXくんが、商品に難癖をつけに来た悪人をこらしめたり、おもちゃの企画会議に出席して名案を出したりする。
ギャング編
ある晩、にいちゃんと2人で留守番をしていたXくんの家に3人の男が訪ねてくる。刑事だと名乗るその男たちは、実は逃走中のギャングだった。
夜の遊覧飛行編
QPにつかまって夜の空を遊覧飛行する楽しみを覚えたXくんは、友達の姿を覗き見したり、泥棒を捕まえたりする。翌日の夜、クラスメイトの女の子・桜木さんが悪者に囲まれているのを空から見つけたXくんは、急降下して助けに向かう。
主人公が夜の遊覧飛行を楽しむ場面は、安孫子作品でたびたび描かれている。本作の7年後の1968年に発表された『怪物くん』「雨がふる! ふる!! 怪物雨が!!!」でも、怪物くんがドラキュラの背中に乗って夜の遊覧飛行を楽しむ場面があり、ドラキュラが「夜の遊覧飛行もなかなかいいざましょ!」という台詞を発している。
いれかわり編
横浜のおばさんの家に向かったXくんは、自分とそっくりな少年と出会う。大豪邸で窮屈な生活を送っている少年とXくんは、服をとりかえていれかわることにする。
安孫子は、本作の4年前の1957年に『こじきおうじ』の漫画を別冊付録として執筆している。
柔道編
がまちゃんが通う柔道の道場を見学していたXくん。そこに外国人の柔道少年・ヒーンシクがやってくる。

## サブタイトル一覧
『たのしい四年生』〜『たのしい六年生』版の連載状況は下記の通り。全30話。全644頁。ひとつのエピソードが数話で完結する形になっている。
凡例
- # - 通し番号
- 編 - エピソードの変わり目に、その内容を端的に表す単語を記載した。誌面にはない本項の便宜上のもの。
- その - 誌面に「その1」「その2」等と記載された話数を表す番号。
- 頁数 - その回のページ数。
- 別冊 - 別冊付録として発表されたものに「1」と記載。
- 巻 - 単行本の何巻に収録されているかを記載。

| #  | 編           | その    | サブタイトル                     | 頁数 | 別冊 | 雑誌名         | 年   | 月号 | 巻 |
| -- | ------------ | ------- | -------------------------------- | ---- | ---- | -------------- | ---- | ---- | -- |
| 1  | 変身         | 1       | ちえと力のマスク                 | 10   | 0    | たのしい四年生 | 1959 | 10   | 1  |
| 2  |              | 2       | 風と雨とてんぐの子               | 10   | 0    | たのしい四年生 | 1959 | 11   | 1  |
| 3  | がま口       | 3       | ボスをたおせ                     | 11   | 0    | たのしい四年生 | 1959 | 12   | 1  |
| 4  |              | 4       | 上には上                         | 7    | 0    | たのしい四年生 | 1960 | 1    | 1  |
| 5  |              | 4つづき |                                  | 34   | 1    | たのしい四年生 | 1960 | 1    | 1  |
| 6  | 地上げ       | 5       | 頭とげんこつとどちらが強いか     | 8    | 0    | たのしい四年生 | 1960 | 2    | 1  |
| 7  |              | 5つづき |                                  | 50   | 1    | たのしい四年生 | 1960 | 2    | 1  |
| 8  |              | 6       | 3人よれば                        | 7    | 0    | たのしい四年生 | 1960 | 3    | 1  |
| 9  |              | 6つづき |                                  | 34   | 1    | たのしい四年生 | 1960 | 3    | 1  |
| 10 | 野球         | 7       | Xくん五年生となる                | 18   | 0    | たのしい五年生 | 1960 | 4    | 2  |
| 11 |              | 8       | これがファイトだ!                | 15   | 0    | たのしい五年生 | 1960 | 5    | 2  |
| 12 | 忍者         | 9       | からくりやしきをさぐれ!          | 15   | 0    | たのしい五年生 | 1960 | 6    | 2  |
| 13 |              | 10      | ふくろうとこうもりとXくん        | 15   | 0    | たのしい五年生 | 1960 | 7    | 2  |
| 14 | たから島     | 11      | たから島へ進路をとれ             | 15   | 0    | たのしい五年生 | 1960 | 8    | 2  |
| 15 |              | 12      | ぼくらはクルーソー               | 15   | 0    | たのしい五年生 | 1960 | 9    | 2  |
| 16 |              | 13      | けむりはみえぬか,たすけはまだか! | 15   | 0    | たのしい五年生 | 1960 | 10   | 2  |
| 17 |              | 14      | なつかしのわが家へ               | 15   | 0    | たのしい五年生 | 1960 | 11   | 2  |
| 18 | 黒マスク     | 15      | 新人王あらわる                   | 14   | 0    | たのしい五年生 | 1960 | 12   | 2  |
| 19 |              | 16      | 初日の出4人組                    | 34   | 1    | たのしい五年生 | 1961 | 1    | 2  |
| 20 | おもちゃ会社 | 17      | かぜひけば……                     | 34   | 1    | たのしい五年生 | 1961 | 2    | 2  |
| 21 |              | 18      | おもちゃ会議は大さわぎ           | 34   | 1    | たのしい五年生 | 1961 | 3    | 2  |
| 22 |              | 19      | 4月の空はQPでいっぱい            | 13   | 0    | たのしい六年生 | 1961 | 4    | 3  |
| 23 | ギャング     | 20      | ギャングさんこんばんは           | 13   | 0    | たのしい六年生 | 1961 | 5    | 3  |
| 24 |              | 21      | さよなら,またあしたね。          | 15   | 0    | たのしい六年生 | 1961 | 6    | 3  |
| 25 | 夜の遊覧飛行 | 22      | ふたつの世界のXくん              | 15   | 0    | たのしい六年生 | 1961 | 7    | 3  |
| 26 |              | 23      | 星空のひみつ飛行                 | 16   | 0    | たのしい六年生 | 1961 | 8    | 3  |
| 27 |              | 24      | 騎士ものがたり                   | 16   | 0    | たのしい六年生 | 1961 | 9    | 3  |
| 28 | いれかわり   | 25      | しおせんべいで,いったりきたり。  | 16   | 0    | たのしい六年生 | 1961 | 10   | 3  |
| 29 |              | 26      | きみがぼくで、ぼくがきみ         | 16   | 0    | たのしい六年生 | 1961 | 11   | 3  |
| 30 |              | 27      | かみなりとサンタクロース         | 66   | 1    | たのしい六年生 | 1961 | 12   | 3  |
| 31 |              | 28      | さよならもうひとりのぼく         | 16   | 0    | たのしい六年生 | 1962 | 1    | 3  |
| 32 | 柔道         | 29      | ニッポンジュウドウをまもれ       | 16   | 0    | たのしい六年生 | 1962 | 2    | 3  |
| 33 |              | 30      | もう一月で中学生                 | 16   | 0    | たのしい六年生 | 1962 | 3    | 3  |

## 幼年クラブ版
本作は『たのしい四年生』版が開始される1年9か月前の1957年12月から3か月間、同じ講談社の『幼年クラブ』にも連載された。物語の流れはほぼ同一だが、細かな点が異なっている。雑誌の休刊により連載はわずか3回で終了したが、第2回は別冊付録として発表されたため、総頁数は113頁にもおよぶ。

### 幼年クラブ版の登場人物
以下は『たのしい○年生』版と名前が異なる人物、または設定が異なる人物、または幼年クラブ版のみに登場する人物。QPは幼年クラブ版には登場しない。
ラジオくん
Xくんの親友。収集した情報を、ラジオ放送のようにすぐに発表する少年。Xくんに『ミラクルマン』の本を貸す。
ゲンゴロー
渋茶小学校のあばれんぼう。
宇宙人（赤いマスクの怪人）
遠い星から地球にやってきた男。世界中の国をまわって子供たちにマスクを配った。日本で配った相手がXくん。
ケンちゃん（ケン一）
Xくんのクラスメイト。ゲンゴローに「試合に負けたらさかだちしてグランドを三べんまわる」約束をさせたうえで、赤マスクに決闘のことを伝えると約束する。
担任の先生
鼻髭を生やした石森章太郎とよく似た風貌をしている。

### 『幼年クラブ』版の連載状況
『幼年クラブ』版の連載状況は下記の通り。全3話。全113頁。エピソードの内容は、『たのしい○年生』版の「変身編」「がま口編」「ギャング編」に相当するが、ギャングの人質として場所を移動する場面や、ケンちゃんが活躍する場面など、『たのしい○年生』版にはない場面が多く描かれている。単行本の1巻に収録。
凡例
- # - 通し番号
- 頁数 - その回のページ数。
- 別冊 - 別冊付録として発表されたものに「1」と記載。

| # | サブタイトル | 頁数 | 別冊 | 雑誌名     | 年   | 月号 |
| - | --- | ---- | ---- | ---------- | ---- | ---- |
| 1 | | 8    | 0    | 幼年クラブ | 1958 | 1    |
| 2 | - ちえと力のマスク - おお!! この力! - りんじニュース - マスクくん!たのむよ - ラジオくんのほうそう - 一本杉でまってるぞ! - 四人組あらわる - その夜のぼうけん - かばんのなか - いくぞ! 城山へ - のこるは二人 - 一本杉のけっせん - きえた怪少年 | 98   | 1    | 幼年クラブ | 1958 | 2    |
| 3 | | 7    | 0    | 幼年クラブ | 1958 | 3    |

## マスクのXくん
『マスクのXくん』（ますくのエックスくん）は、藤子不二雄の安孫子素雄（のちの藤子不二雄Ⓐ）による日本の漫画作品。さえない少年Xくんが、宇宙人オメガからもらったマスクで悪者たちをやっつける痛快ギャグ漫画。1965年から約1年間、毎日小学生新聞で連載された。『わが名はXくん』のリメイク作品。
2018年に発売された単行本『わが名はXくん』（KCデラックス）と電子書籍にて、本作の全話を読むことができる（第3巻に収録）。

### 『マスクのXくん』の登場人物
以下は『たのしい○年生』版と名前が異なる人物、または設定が異なる人物、または『マスクのXくん』のみに登場する人物。ジスタは『マスクのXくん』には登場しない。
Xくん
『わが名はXくん』では学帽がトレードマークだったが、本作では学帽の他にXマークが付いた野球帽もよく被っている。前髪が伸び、『オバケのQ太郎』の正ちゃんとよく似た風貌になっている（オバQは前年に連載開始し、本作の連載中の8月にアニメ放送が開始され社会的なブームとなった）。
正義の黒マスク
マスクをかぶったときにXくんが名のった名前。『たのしい○年生』版では「赤マスク」だったが、カラー印刷されることがない『マスクのXくん』では「黒マスク」となった。はじめてマスクを被った夜、Xくんは「ああ! ぼぼくはスーパーマンになったんだ!」と感嘆の声をもらしている。
オメガ
地球から300光年離れたマスク星から地球にやってきた男。Xくんを「マスクのテスト生」に選ぶ。一年後の同じ時間、同じ場所でまた会い、マスクをどう使ったかを詳しく話してもらうと言い残し去っていく。初対面時に驚いたXくんはオメガを見て「スーパーマン」と叫んだ。
がま口
Xくんのクラスのいじめっ子。2人の子分（タンノ、コンノ）を従え、通学路で通行料を徴収している。『たのしい○年生』版とは容姿が大きく異なり、翌1966年に描かれる『パーマン』のカバ夫（安孫子が作画担当）とよく似た厚い唇の風貌となった。
キザオ
Xくんのクラスメイト。ギャングをやっつけたというXくんの話を笑い飛ばしたことで、一本松でその力を見せてもらうことになる。
カズコ
Xくんのクラスメイト。キザオに笑われるXくんをかばう。
いたずら魔
カウボーイハットと黒マスク姿のいたずら小僧。
木野ヨワオ
大阪からひっこしてきた転入生。『忍者ハットリくん』のケムマキと似た風貌（ケムマキの初出は1965年5月。木野ヨワオの初出はその3か月後の8月）。
大鳥一郎
横浜の公園で出会ったXくんとそっくりな少年。大邸宅から滅多に出してもらえず友達もいない。
細井くん
Xくんの友人。父親はおもちゃ会社の課長。
おかあさん
Xくんがマスクをかくしておいたくずかごを、くずやにはらいさげてしまう。

### 『マスクのXくん』サブタイトル一覧
『マスクのXくん』版の連載状況は下記の通り。全55+1話。全112頁（単行本収録時の頁数。1話につき2頁で収録）。単行本の3巻に収録。
凡例
- # - 通し番号
- 編 - エピソードの変わり目に、その内容を端的に表す単語を記載した。紙面にはない本項の便宜上のもの。
- その - 紙面に「その1」「その2」等と記載された話数を表す番号。一部の回では記載なし。「SP」は特別回であることを表す本項の便宜上のもの。

| #  | 編           | その | サブタイトル                                                        | 年   | 号    |
| -- | ------------ | ---- | ------------------------------------------------------------------- | ---- | ----- |
| 1  | 円盤         | 1    | Xくんと空とぶ円盤                                                   | 1965 | 04/05 |
| 2  |              | 2    | Xくんスーパーマンにあう                                             | 1965 | 04/12 |
| 3  |              | 3    | Xくんマスクのテスト生になる                                         | 1965 | 04/19 |
| 4  |              | 4    | Xくんじぶんのへやへしのびこむ                                       | 1965 | 04/26 |
| 5  |              | 5    | XくんQPのいびきにおどろく                                           | 1965 | 05/03 |
| 6  | 力だめし     | 6    | Xくんマスクの力をためす                                             | 1965 | 05/10 |
| 7  |              | 7    | Xくんいじめっこをいじめる                                           | 1965 | 05/17 |
| 8  |              | 8    | Xくんどさくさにまぎれて出席にする                                   | 1965 | 05/24 |
| 9  | ギャング     | 9    | XくんQPとるすばんをする                                             | 1965 | 05/31 |
| 10 |              | 10   | Xくんと三人の刑事                                                   | 1965 | 06/07 |
| 11 |              | 11   | Xくん三人組ギャングと対決する                                       | 1965 | 06/14 |
| 12 |              | 12   | Xくん三人をKOする                                                   | 1965 | 06/21 |
| 13 | 決闘         | 13   | Xくんおもわずひみつをしゃべる                                       | 1965 | 06/28 |
| 14 |              | 14   | Xくん教室の中であばれる                                             | 1965 | 07/05 |
| 15 |              | 15   | Xくん一本松の原っぱへいく                                           | 1965 | 07/12 |
| 16 |              | 16   | Xくん黒マスクからはやがわり                                         | 1965 | 07/19 |
| 17 | いたずら魔   | 17   | Xくんむじつの罪におちる                                             | 1965 | 07/26 |
| 18 |              | 18   | Xくんいたずらこぞうをおっかける                                     | 1965 | 08/02 |
| 19 |              | 19   | Xくんいたずら魔を空へつれさる                                       | 1965 | 08/09 |
| 20 |              | 20   | Xくん気のよわい新入生としりあう                                     | 1965 | 08/16 |
| 21 |              | 21   | Xくんいたずらマをたいほする                                         | 1965 | 08/23 |
| 22 |              | 22   | Xくんいたずらまの正体をしる                                         | 1965 | 08/30 |
| 23 |              | 23   | Xくんべんきょうをたすける                                           | 1965 | 09/06 |
| 24 |              | 24   | Xくん名あんをおもいつく                                             | 1965 | 09/13 |
| 25 | 野球         | 25   | XくんQPに野球のコーチをうける                                       | 1965 | 09/20 |
| 26 |              | 26   | XくんQPにしごかれる                                                 | 1965 | 09/27 |
| 27 |              | 27   | Xくん試合にでる                                                     | 1965 | 10/04 |
| 28 |              | 28   | Xくんチャンスに登場する                                             | 1965 | 10/11 |
| 29 |              | 29   | Xくんヒーローになる                                                 | 1965 | 10/18 |
| 30 | いれかわり   | 30   | Xくんもう一人の自分にあう                                           | 1965 | 10/25 |
| 31 |              | 31   | Xくん千万長者の孫となる                                             | 1965 | 11/01 |
| 32 |              | 32   | Xくんがんこじいさんと、ご対面する                                   | 1965 | 11/08 |
| 33 |              | 33   | Xくんかみなりじいさんのかみなりにあう                               | 1965 | 11/15 |
| 34 |              | 34   | Xくんかみなりじいさんを笑わせる!                                    | 1965 | 11/22 |
| 35 |              | 35   | XくんQPとひさしぶりにあう                                           | 1965 | 11/29 |
| 36 |              | 36   | Xくんかみなりじいさんと剣道の試合をする                             | 1965 | 12/06 |
| 37 |              | 37   | XくんかみなりじいさんをKOする                                       | 1965 | 12/13 |
| 38 | おもちゃ会社 | 38   | Xくん会社へいく                                                     | 1965 | 12/20 |
| 39 |              | 39   | Xくん産業スパイをなぐる                                             | 1965 | 12/27 |
| 40 | -            | SP   | お正月特別号（顔日記、マスク図解など）                              | 1966 | 01/03 |
| 41 | おもちゃ会社 | 40   | Xくん重役とけんかをする                                             | 1966 | 01/10 |
| 42 |              | 41   | Xくんゴリラ男と会う                                                 | 1966 | 01/17 |
| 43 |              | 42   | Xくんゴリラ男をおっぱらう                                           | 1966 | 01/24 |
| 44 |              | 43   | Xくんおもちゃ会議に出席する                                         | 1966 | 01/31 |
| 45 |              | 44   | Xくんおもちゃ会議のめちゃくちゃさにあきれる                         | 1966 | 02/07 |
| 46 |              | 45   | Xくんおもちゃ会議でQPにしりもちをついたことからアイデアをおもいつく | 1966 | 02/14 |
| 47 |              | 46   | XくんQPのおもちゃをつくれという                                     | 1966 | 02/21 |
| 48 |              | 47   | XくんおもちゃのQPでほんもののQPをおどろかす                         | 1966 | 02/28 |
| 49 |              | 48   | Xくんゆうかい犯人に会う                                             | 1966 | 03/07 |
| 50 |              | 49   | Xくんゆうかい犯人をなげる                                           | 1966 | 03/14 |
| 51 | 夜の散歩     | 50   | Xくん夜の散歩で事件にぶつかる                                       | 1966 | 03/21 |
| 52 |              | 51   | Xくん消防団員となる                                                 | 1966 | 03/28 |
| 53 | くずや       | 52   | Xくんマスクのかくしばしょにくろうする                               | 1966 | 04/04 |
| 54 |              | 53   | （無題）                                                            | 1966 | 04/11 |
| 55 |              | 54   | Xくんマスクをみつける                                               | 1966 | 04/18 |
| 56 |              | 55   | Xくんくずやさんとなり大はんじょうする                               | 1966 | 04/25 |